# Lutherisches Verlagshaus
Die Lutherische Verlagshaus GmbH (LVH), gegründet 1947 als Lutherhausverlag, war ein kirchlicher Verlag im Besitz des Evangelischen Presseverband Norddeutschland. Bis 2014 war der Verlag im Besitz der Evangelisch-lutherischen Landeskirche Hannovers. Der Verlag hatte seinen Sitz in der Altstadt von Hannover.

## Geschichte
Der Verlag wurde im Jahr 1947 unter dem Namen „Lutherhausverlag“ gegründet und gehörte zum Amt für Gemeindedienst (seit 2002: Haus kirchlicher Dienste) der hannoverschen Landeskirche. 1982 wurde das Lutherische Verlagshaus Hamburg (ehemals in Berlin) erworben. 1987 kam das Theologieprogramm des Johannes-Stauda-Verlags hinzu. Ab 1992 firmierte der Verlag ausschließlich unter dem Namen „Lutherisches Verlagshaus“. Ab 2010 gehörte das Lutherische Verlagshaus zum Evangelischen MedienServiceZentrum (EMSZ) der Landeskirche und wurde in ihm verwaltet.
Das Verlagshaus war zuständig für die Geschäftsbesorgung beim Evangelischen Kirchenfunk Niedersachsen GmbH (ekn) und beim Verband Evangelischer Publizistik Niedersachsen-Bremen gGmbH (VEP). Im Juni 2014 wurde bekannt, dass die Hannoversche Landeskirche das Lutherische Verlagshaus schließt. Zum 1. Januar 2015 übernahm der Evangelische Presseverband Norddeutschland (epn) in Kiel das Verlagshaus, das schließlich Ende Juni 2017 im Rahmen eines Insolvenzverfahrens geschlossen wurde.

## Programm
Das Programm des Verlages umfasste Bücher, Zeitschriften und andere Medien aus den Bereichen Religion, Gesellschaft, Theologie und Geschichte. Er verlegt liturgische Titel, Agenden und praxisnahen Arbeitsbücher sowie u. a. die Reihe ggg, „gemeinsam gottesdienst gestalten“.

## Beteiligungen
Die Lutherische Verlagshaus GmbH war an der Verlagsgemeinschaft Evangelisches Gottesdienstbuch und der Verlagsgemeinschaft Evangelisches Gesangbuch (in Kooperation mit der Schlüterschen, Hannover, sowie mit Vandenhoeck & Ruprecht, Göttingen) beteiligt.